# 大厂回族自治县
大厂回族自治县是河北省廊坊市下辖的一个自治县，始建于1955年12月2日:18。自治縣政府駐大安東街3號。北三县之一。

## 历史
传说明初时，此地是皇家马场，俗称“马场”。最早定居于此的孙姓、王姓家族沿用“大场”之名。明朝嘉靖年间，海南悉家族从沧州迁居大场，形成海姓家族为主的小村落。为与麦收时的打场区分，“大场”演化为“大厂”。明清及民国时期，大厂地区为三河县辖区。今大厂回族自治县辖区大体属于三河县。
中华人民共和国建立初期，三河县下辖的三区、四区，即大厂一带为回族聚居区。1952年10月7日，河北省人民政府决定，以三河县、香河县之间的大厂一带设立三河县大厂回族自治区:17。
1955年3月3日，国务院全体会议第六次会议通过相关决定，批准设立以三河县大厂回族自治区设立大厂回族自治县。决定中，以三河县大厂回族自治区原有的九个乡，三河县一、二、三、四、五区的七个乡：祁各庄乡、邵府乡、大东关乡、河西营乡、窄坡乡、双臼乡、陈府乡和另外四个村，以及香河县冯滦庄乡为大厂回族自治县的行政区域。自治县不设区，共辖十七个乡、75个村。自治县政府机关驻大厂镇，隶属河北省通县专区。5月8日，三河县将大厂回族自治区划出。是月，香河县将冯滦庄乡及所辖十个自然村划出。同年12月2日，大厂回族自治县正式成立:17—18。
1958年3月7日，国务院第72次国务会议决定，撤销通县专区，三河县、大厂回族自治县等辖县划入唐山专区。4月1日，通县专区停止对外办公。同年12月20日，撤销三河县、大厂回族自治县建制，一同并入蓟县:13，称蓟县大厂回族自治区人民公社:18。
1960年4月2日 ，撤销唐山专区，所属各县划归唐山市。4月21日，蓟县改隶天津市:13。1961年6月，蓟县大厂回族自治区人民公社改建为大厂回族自治区:18。7月，天津市所辖蓟县、宝坻县等县划归天津专区:13。
1962年6月1日，经国务院第116次全体会议决定，恢复三河县、大厂回族自治县建制:13。大厂回族自治县下辖六个人民公社，104个村:18。1967年11月，天津专区改为天津地區:13，后又改廊坊地区、廊坊市，大厂回族自治县一直隶之。
1972年，大小棋盘由一个行政村改为两个行政村。全县为105个行政村，至此大厂回族自治县行政区域基本固定。1984年3月，人民公社改为乡镇后，全县有2镇、4乡，105个行政村。1996年4月28日，撤销王必屯乡，并入大厂镇。至此，县域基本保持稳定:18。

## 人口
2020年11月，大廠回族自治縣常住人口171366人，全縣常住人口與2010年第六次全國人口普查的118474人相比，增加52892人，增長44.64 %，年平均增長率為3.76%。

## 气候
年均降水量607毫米，年均温11.2℃。

## 工业
北京中小学校使用的粉笔大多在大厂制造。

## 行政区划
大厂回族自治县下辖1个街道办事处、5个镇：
北辰街道、大厂镇、夏垫镇、祁各庄镇、邵府镇和陈府镇。

## 交通
- 102国道、 230国道过境。
- 大厂境内目前运营有京唐城际铁路和与之共线的京滨城际铁路并设有大厂站。
- 京哈铁路在夏垫镇设有大厂县站，目前仅办理货运业务。